# Sandro Sproccati
Sandro Sproccati (Ferrara, 1954) è uno storico dell'arte e poeta italiano.

## Vita
Sproccati, teorico dell'arte e della letteratura, ha insegnato Storia dell'arte contemporanea all'Accademia di Belle Arti di Venezia e Storia del cinema, Semiotica dell'arte e Fenomenologia delle arti contemporanee all'Accademia di Belle Arti di Bologna.
Vive a Parigi.
Ha pubblicato raccolte di poesie e prose poetiche, libri di storiografia artistica e diversi saggi di carattere teorico-letterario. Ha inoltre svolto attività di storico dell'arte con testi in riviste e cataloghi di mostre, soprattutto nell'ambito delle avanguardie storiche (Monet, Loos, Matisse, Malevich, Magritte, Mondrian, Duchamp) e dell'arte recente non commerciale (Bendini, Dias, Gastini, Nannucci, Violetta, De Marco). Il libro Per una logica della pittura (2006) è il suo principale contributo alla semiotica dell'immagine pittorica. Ha collaborato a diverse riviste e curato, con Francesco Muzzioli e Mario Lunetta, l'Almanacco Odradek di scritture antagoniste, e attualmente collabora a varie riviste di arte, letteratura e cinema. Dal 2009 fa parte del comitato di redazione della rivista «Rifrazioni. Dal cinema all’oltre».

## Dichiarazione di poetica
[…] è il momento di ribadire […] che l'attività poetica è prima di tutto pratica costruttiva, nel senso letterale, ossia tecnico, del termine. Tale affermazione può ben corroborare, del resto, quella teoria di una scrittura materialistica che sta emergendo con forza, nei nostri anni, quale momento fondante la possibilità stessa dell'uscita dalle impasse neoromantiche.»
(Sandro Sproccati, Prefazione a un'idea della poesia in «Altri Termini», n. 1, Napoli, settembre-dicembre 1990.)
(Sandro Sproccati, Allegoria dei modelli. Una tendenza dell'attuale lavoro poetico in «Testuale», nn. 17/18, Milano, giugno 1994 (1995))

## Opere principali

### Poesie e prose poetiche
- Enterafasiche e altre di dubbiafasia, Tam Tam, Reggio Emilia, (1983)
- La via del solito impedimento, Anterem, Verona, (1987)
- Panpamphlet,  Antiedizioni Apnea, Bologna-Brescia, (1997)
- Cum Praesumpta Creatura, Antiedizioni Apnea, Bologna-Brescia, (2003)
- Contracroniche. Testi critico-sentimentali, Robin Edizioni, Torino, (2017) ISBN 978-88-7274-036-1
- Mal di Terra, Antiedizioni Apnea, Bologna-Brescia (2024)

### Libri di saggistica d'arte
- Antonio Dias, Verlag Beatrix Wilhelm, Leonberg (1983) ISBN 3-923717-05-9
- Antonio Violetta, Schema Press, Firenze (1984)
- Prose per l'arte odierna,  Essegi, Ravenna, (1989)
- Guide Cultura: Arte, Mondadori, Milano, (1992, ristampa 2000) ISBN 88-04-34544-6
- Monet, la vita e l'opera, Mondadori, Milano, (1992, ristampa 2000) ISBN 88-7082-222-2
- La concreta utopia. Arte d'avanguardia in Russia, Synergon, Bologna, (1994, ristampa Amazon eBook 2015)
- Per una logica della pittura, B.U.P., Bologna, (2006) ISBN 88-7395-182-1
- Critica della rappresentazione, Zona, Arezzo, (2009) ISBN 978-88-95514-92-5
- Futuri Maestri. Una conversazione sulla pittura (con Flavio de Marco), Editrice Salentina, Galatina di Lecce (2017)
- Le strutture del linguaggio cinematografico, Mimesis, Milano-Udine (2021) ISBN 978-88-575-7849-1

### Principali saggi di critica artistica, letteraria e cinematografica
- Vasco Bendini (catalogo della mostra antologica Vasco Bendini, a cura di R.Barilli e S.Sproccati, G.A.M., Bologna 1978)
- Adolf Loos e la grande Vienna («Il Verri», n. 8, Bologna 1978)
- Matisse, espressione e decorazione («Rivista di Estetica», n. 3, Torino 1979)
- Malevič, il corpo della pittura («Rivista di Estetica», n. 10, Torino 1982)
- Dalla scena barocca al tardo melodramma (catalogo della mostra Teatri storici in Emilia Romagna, I.B.C., Bologna 1982)
- Zeroglifico, ipotesi per un suprematismo grafematico (Aa.Vv., Adriano Spatola, Campanotto, Udine 1986)
- Liturgia della parola: una condizione “attuale” per la poesia («Testuale», Milano 1987)
- Astrattismo e arte informale (Enciclopedia dell’Arte, vol. 8°, Mondadori, Milano 1988)
- Nuove avanguardie (Enciclopedia dell’Arte, vol. 8°, Mondadori, Milano 1988)
- L'opera dall'interno (Aa.Vv., Antonio Violetta, Essegi, Ravenna 1989)
- Prefazione a un'idea della poesia («Altri Termini», n. 1, Napoli 1990)
- Zeroglifico. Tra poesia concreta e iconoscrittura («Testuale», n. 12, Milano 1991)
- Ouverture: una nuova avanguardia («Zeta», nn.25/26, Udine, gennaio-febbraio 1994)
- Ipotesi “terza ondata”. Verso il superamento dell'ideologia del postmoderno («Terra del Fuoco», nn.18/19/20, Napoli, ottobre 1994)
- Allegoria dei modelli. Una tendenza dell'attuale lavoro poetico («Testuale» nn.17/18, Milano, giugno 1994-95)
- Magritte o il tentativo dell'impossibile («Il Verri», nn.1/2, Bologna, gennaio-giugno 1995)
- Lo spazio odierno per una nuova avanguardia. Uno scambio di battute con Edoardo Sanguineti («Avanguardia», n. 1, Roma, aprile 1996)
- Titolo aperto per Flavio De Marco (in Aa.Vv., Flavio De Marco, Galleria Liba, Pontedera 1999)
- Eros e corruzione. Un saggio di Baudelaire su Laclos («Corposcritto», n.2, Bari, 2002)
- La macchinazione linguistica. Uno studio del rapporto Duchamp-Roussel («Corposcritto», n.3, Bari, 2003)
- La metafora musicale nell'analisi baudelairiana del linguaggio pittorico («Hortus Musicus», n.21, Bologna, 2005)
- L'allegoria dei modelli e l'alterità della comunicazione estetica nell'avanguardia nuova («Hortus Musicus», n.22, Bologna, 2005)
- La lunga attesa di Mondrian («Hortus Musicus», n.23, Bologna, 2005)
- La sincope e l'arresto. Note su Pickpocket di Bresson («Carte di Cinema», n. 22, Ferrara, 2008)
- La “detarkovskizzazione” definitiva della Madonna del Parto di Piero della Francesca («Carte di Cinema», n. 22, Ferrara, 2008)
- Il luogo dell'opera o Contra-Babinam («Rifrazioni», n.2, Bologna, 2010)
- Macrostrutture della narrazione cinematografica. Il racconto multiplo a montaggio scombinato («Rifrazioni», n.3, Bologna, 2010)
- Statuti della narrazione: L'irriducibilità delle "Liaisons dangereuses" alle prerogative del linguaggio cinematografico («Rifrazioni», n. 6, Bologna, 2011)
- Psicovisione del vuoto: il Grido del paesaggio (su Michelangelo Antonioni, «Rifrazioni», n. 10, Bologna, 2012)
- Mizoguchi Kenji. Eros è Thanatos («Rifrazioni», n. 11, Bologna, 2013)
- Amour: à mort. Riflessioni su un tema di Haneke e sulla sua rappresentazione cinematografica («Rifrazioni», n. 12, Bologna, 2013)
- Dal Paesaggio al cinema (in Aa.Vv., Antonio Basoli: il giro intorno al mondo, cat. della mostra, Musei Comunali, Rimini 2014)
- Poema-oggetto e dintorni (in Aa.Vv., Verbovisioni, atti del convegno di Venezia 2015, Mimesis, Milano 2017)
- Pasolini, Longhi e la potenza dell’immagine (in «Antinomie», Milano, 2020)
- Inesplicabilità dell’immagine. La “Annunciazione dell’Osservanza” di Francesco del Cossa (in «Antinomie», Milano, 2020)
- Le rythme du silence. Zeroglifico au-delà de la poésie concrète (in «Inter Art Actuel», n. 137, Ville de Québec, 2021)
- L’immagine pittorica alla seconda. “Screen Life” di Flavio de Marco (in «Antinomie», Milano, 2021)
- Villa “fa vibrare” Burri (in Aa.Vv., L’avanguardia permanente. Il sabotaggio barocco, a cura di Carmine Lubrano, Terra del Fuoco, Napoli 2023)